# لسکووا بارا
لسکووا بارا (به صربی: Leskova Bara) یک منطقهٔ مسکونی در صربستان است که در سوردولیکا واقع شده‌است. لسکووا بارا ۱۳۹ نفر جمعیت دارد.